# Parque Vinicio Adames
Parque Vinicio Adames es un parque del Municipio Baruta. Oficialmente inaugurado en diciembre de 1973, con el nombre de Hoyo de la Puerta y a partir de 1976 lleva el nombre actual Se caracteriza por disponer de un gran bosque en estado natural, con caminos para que el visitante incursione por ellos. Su misión es la de proteger numerosos afluentes que concurren al Dique de la Mariposa y servir de marco defensor y recreativo a la Zona Protectora de la ciudad de Caracas. Su nombre fue seleccionado en memoria del maestro de juventudes Profesor Vinicio Adames, que dedicó su vida a formar jóvenes valores de la música.
Se ubica en la Autopista Coche - Tazón, Sector Hoyo de la Puerta, Municipio Autónomo de Baruta, Estado Miranda.

## Ambiente Natural

### Vegetación
Se puede encontrar un bosque natural intervenido, donde se observan: bucares, ceibas, robles, pardillos, araguaney,  jobillos, pinos, naranjas, mangos, y pomarosas, entre otros.

### Fauna
Se puede observar fauna silvestre como: lapas, acures, rabipelados, conejos montañeros, pereza y mariposas, entre otros. Así como también una diversidad de aves.

### Clima
Debido a su grande y extenso territorio de bosque su clima es frío y húmedo, también se puede observar una pequeña parte del embalse de la Mariposa y la autopista con sentido La Rinconada

### Distracción
Posee Tres Canchas amplias recién remodeladas: 
1.- Cancha de usos múltiples: futbol de salón, tenis, voleibol, etc. (Sin implementos, sólo el piso) 

2.- Campo de softball donde se juegan varios torneos durante todo el año. 

3.- Un pequeño anfiteatro.

4.- Kioscos para comer. 

## Actualidad
El parque ha sufrido de intentos de invasiones y delincuencia durante los últimos años, sin embargo hoy en día cuenta con una vigilancia interna operativa y se ha hecho respetar su condición de parque con las autoridades de la guardia nacional. Por otra parte, el parque espera por parte de las autoridades competentes una partida de dinero que permita remozar el parque en detalles para prestar servicios: banquetas, estructuras para atender fiestas o realizar parrillas, etc. La información fue generosamente aportada por un vigilante del parque.

## Galería
| Esculturas y ambientes del Parque Vinicio Adames |  |  |  |
|                                                  |  |  |  |

## Enlaces
- Wikimedia Commons alberga una categoría multimedia sobre Parque Vinicio Adames.
- Facebook: Parque Vinicio Adames (Hoyo en la Puerta)

- Datos: Q6062567
- Multimedia: Parque Vinicio Adames / Q6062567